# Kallholen
Kallholen är en by i Orsa kommun och socken, på östra stranden av Ore älv.
1906 anlades en hållplats vid Orsa–Härjeådalens Järnväg i byn. 1919 fanns här 31 gårdar, samt ett kalkbruk.